# 이탈리아조어
이탈리아조어(Proto-Italic)는 모든 이탈리아어파 언어의 조상이다. 이탈리아어파에는 라틴어를 비롯해 그 후손인 로망스어군 언어 등이 속한다. 이탈리아조어는 문자로 기록되지 않았기 때문에, 이탈리아조어에 대해 알려진 사실은 모두 비교 재구의 방법을 통해 추론한 것이다. 이탈리아조어는 보다 오래된 언어인 인도유럽조어의 후손이다.

## 역사
언어연대학적 증거에 따르면, 이탈리아조어는 기원전 2500년 이전 어느 시점에 서부 인도유럽조어의 다른 방언들과 갈라진 것으로 추정된다. 이탈리아조어는 원래 알프스산맥 북쪽에 살던 이탈리아족이 사용하던 언어로, 이들은 이후 기원전 제2천년기 중반쯤에 이탈리아반도로 남하했다. 언어학적 증거에 따르면 이른 시기에 켈트어파 및 게르만어파 언어 사용 집단과 접촉이 있었던 것으로 보인다.
고고학적 증거와 언어학적 증거를 동일시할 수는 없지만, 이탈리아조어는 대체로 테라마레 문화(기원전 1700~1150년) 및 빌라노바 문화(기원전 900~700년)와 연관되어 있는 것으로 보인다.

## 음운론

### 자음
|        | 양순음 | 치음  | 치경음 | 경구개음 | 연구개음 | 양순연구개음 |
| ------ | ------ | ----- | ------ | -------- | -------- | ------------ |
| 비음   | m      |       | n      |          | (ŋ)      |              |
| 파열음 | p b    | t d   |        |          | k ɡ      | kʷ ɡʷ        |
| 마찰음 | ɸ (β)  | θ? ð? | s (z)  |          | x (ɣ)    | xʷ? ɣʷ?      |
| 전동음 |        |       | r      |          |          |              |
| 접근음 |        |       |        | j        |          | w            |
| 설측음 |        |       | l      |          |          |              |

- [ŋ]은 연구개음 앞 /n/의 변이음으로 나타났다.
- 원래 유성 마찰음 [β], [ð], [ɣ], [ɣʷ], [z]은 어두의 무성 마찰음 [ɸ], [θ], [x], [xʷ], [s]와 상보적 분포를 보였고, 따라서 변이음 관계였다. 그러나 이탈리아조어 시기의 어느 시점에 무성음 [xʷ]와 [θ]가 사라지고 [ɸ]로 합류함으로써 이러한 관계가 어긋나게 되었다. 이탈리아조어를 재구할 때, ([ɸ]로의 합류가 후대에 일어난 지역적 변화로서 모든 문증되는 방언에 적용되었다는 가정 하에) /xʷ ~ ɣʷ/와 /θ ~ ð/라는 두 음소가 여전히 있는 상태로 재구해야 할지, 아니면 [xʷ]와 [θ]가 /ɸ ~ β/로 합류한 뒤 유성 마찰음 /ð/, /ɣʷ/가 별개의 음소가 된 상태로 재구해야 할지에 대해서는 학자 사이에 이견이 있다. 두 유성 마찰음은 세계의 여러 언어에서 비교적 흔치 않은 소리들이고, 결국 모든 후손 언어에서 사라졌지만 사라진 방식은 언어마다 다르다.

### 모음
|        | 전설 | 중설 | 후설 |
| ------ | ---- | ---- | ---- |
| 고모음 | i    |      | u    |
| 중모음 | e    | (ə)  | o    |
| 저모음 | a    | a    | a    |

|        | 전설 | 중설 | 후설 |
| ------ | ---- | ---- | ---- |
| 고모음 | iː   |      | uː   |
| 중모음 | eː   |      | oː   |
| 저모음 | aː   | aː   | aː   |

- /ə/는 사실 음소가 아니라 필요한 경우에 자음 앞에 삽입되는 소리였을 수도 있다. /ə/를 재구하는 근거는 인도유럽조어 성절 비음 *m̥, *n̥의 반영인데, 이는 라틴어에서는 *em, *en 또는 *im, *in이지만 오스크움브리아어군에서는 *am, *an 또는 *em, *en으로 나타난다.  따라서 /ə/를 별개의 소리로 재구할 필요가 있다.

이탈리아조어에는 다음과 같은 이중모음이 있었다.
- 단모음: *ai, *ei, *oi, *au, *ou
- 장모음: *āi, *ēi, *ōi

이탈리아조어에서는 오스토프의 법칙이 생산적으로 적용되었다. 즉 같은 음절 안에서 장모음 뒤에 공명음과 또다른 자음이 오면 단모음으로 짧아졌다. (VːRC > VRC) 긴 이중모음 역시 VːR 연쇄로 취급되었기 때문에 어말에만 나타날 수 있었고, 다른 곳에서는 짧은 이중모음으로 바뀌었다. 또한 장모음은 어말 *-m 앞에서 단모음화되었다. 이는 예컨대 ā-어간 명사나 ā-동사의 어미에서 짧은 -a-가 자주 나타나는 이유이다.

### 운율
이탈리아조어에서는 항상 단어의 첫 음절에 강세가 왔다. 이는 대부분의 후손 언어에서 유지되었던 것으로 보인다. 라틴어의 경우 상고 라틴어 시기까지는 유지되었으나, 이후에는 단어 끝에서 두 번째나 세 번째 음절에 강세가 오는 고전 라틴어의 강세 규칙으로 대체되었다.

## 발달
다음은 인도유럽조어와 이탈리아조어 시기 사이에 일어난 규칙적 음운 변화의 목록이다. 고대 이탈리아어파 언어 가운데 풍부한 기록을 갖춘 언어는 라틴어뿐이기 때문에 이탈리아조어 재구도 주로 라틴어에 의존한다. 따라서 증거 부족으로 인해 어떤 변화가 이탈리아어파 전체에 적용되었는지 라틴어에만 적용되었는지 확실히 알 수 없는 경우가 많다.

### 장애음
- ‘경구개음’이 일반 연구개음으로 합류했다. (켄툼화)
  - *ḱ > *k
  - *ǵ > *g
  - *ǵʰ > *gʰ
  - 경구개음과 *w의 연쇄가 양순연구개음으로 합류했다. *ḱw, *ǵw, *ǵʰw > *kʷ, *gʷ, *gʷʰ
- *p...kʷ > *kʷ...kʷ (켈트어파에서도 같은 변화가 나타났다.)
- 양순연구개음이 자음 앞에서 일반 연구개음으로 변했다. *kʷC, *gʷC, *gʷʰC > *kC, *gC, *gʰC.
- 유성 장애음이 무성음(주로 *s나 *t) 앞에서 무성(무기)음이 되었다.
- 유성유기음이 마찰음으로 변했다. 어두에서는 무성, 어중에서는 유성 마찰음이었다. 오스크어 자료로 판단하건대 이 마찰음들은 비음 뒤에서도 마찰음으로 유지되었던 것으로 보인다. 다른 이탈리아어파 언어의 경우는 이후에 이 환경에서 대부분 파열음으로 바뀌었다.
  - *bʰ > *f [ɸ] (어중 *β)
  - *dʰ > *θ (어중 *ð)
  - *gʰ > *x (어중 *ɣ)
  - *gʷʰ > *xʷ (어중 *ɣʷ)
- *s도 어중에서 유성 변이음 *z가 되었다.[5]
- *sr, *zr > *θr, *ðr.
- *θ, *xʷ > *f. 유성 변이음 *ð와 *ɣʷ는 라틴어와 베네티어에서는 *β와 별개로 남았지만 오스크움브리아어군에서는 합류했다.
- 어중에서 *tl > *kl.[5]

### 공명음
- *l̥, *r̥ > *ol, *or.[6]
- *m̥, *n̥ > *əm, *ən (#모음 문단 참조).
- *j는 모음 사이에서 탈락했다. 그 결과 맞닿게 된 두 모음이 같다면 하나의 장모음으로 변했다.
- *ew > *ow.[6]
- 순음과 *l 앞에서 *o > *a.

### 후두음
후두음은 인도유럽조어에 존재했다고 생각되는 소리 *h₁, *h₂, *h₃를 뜻한다. 아래 규칙에서 #은 단어 경계를 표시한다. H는 임의의 후두음을 나타낸다.
다음 변화는 여러 다른 어파들도 공유하는 단순한 변화이다.
- *h₁e > *e, *h₂e > *a, *h₃e > *o
- *eh₁ > *ē, *eh₂ > *ā, *eh₃ > *ō
- 장애음 사이에서 *H > *a
- 어두의 후두음은 자음 앞에서 탈락했다.

이탈리아어파의 특징을 더 잘 보여주는 것은 후두음과 공명음 간의 상호작용이다. 아래 규칙에서 R은 공명음, C는 자음을 나타낸다.
- #HRC > #aRC. CHRC > CaRC. 단, #HRV > #RV.
- CRHC > CRāC. 단, CRHV > CaRV.
- CiHC (또 아마도 CHiC) > CīC.

## 후손 언어로의 분화
이탈리아조어가 여러 후손 언어로 갈라지면서 여러 변화가 일어났다. 여기서는 그 중 가장 눈에 띄는 변화 몇 가지를 설명한다.
- *x가 [h]로 탈구강음화한다. *ɣ도 비슷하게 모음 사이에서 [ɦ]가 되나 다른 환경에서는 유지된다. 이 변화는 이탈리아조어 시기에 일어났을 가능성도 있다. 이 변화로 생긴 [h]나 [ɦ]는 모든 이탈리아어파 언어에서 h로 적혔다. 어두 *xl, *xr은 (적어도 라틴어에서는) gl, gr로 반영되었다.
- 베네티어를 제외한 모든 언어에서 *θ(e)r, *ð(e)r > *f(e)r, *β(e)r. 예컨대 베네티어 louder-obos는 라틴어 līber, 팔리스크어 loifir-ta, 오스크어 lúvfreis에 대응한다.
- *β, *ð, *ɣ > 라틴어 b, d, g. 오스크움브리아어군의 경우 세 마찰음 모두 f(아마도 유성음)로 변했다. 팔리스크어의 경우 *β가 마찰음으로 남았다.
- *ɣʷ > 라틴어 *gʷ. 이후 아래에서 설명할 변화를 겪었다. > 오스크움브리아어군 f.
- *dw > 고전 라틴어 b. 그러나 상고 라틴어 시기까지는 변하지 않았다. (두에노스 비문 참조)
- *kʷ, *gʷ > 오스크움브리아어군 p, b. 라틴팔리스크어군과 베네티어에서는 유지되었다. 이후 라틴어에서는 *n 뒤를 제외하면 *gʷ > v [w]가 되었다.
- *z > 고전 라틴어, 움브리아어 r. 그러나 상고 라틴어나 오스크어에서는 유지되었다.
- 어말 -ā (여성 단수 주격, 중성 복수 주격/대격) > 오스크움브리아어군 [oː],[8] 라틴어 -a.
- 어말 *-ns (여러 굴절부류의 중성 복수), *-nts (분사 남성 주격 단수), *-nt (분사 중성 주격/대격 단수)는 복잡하게 변하였다.[9]

| 이탈리아조어 | 선오스크움브리아조어 | 오스크어 | 움브리아어 | 선라틴어 | 라틴어 |
| ------------ | -------------------- | -------- | ---------- | -------- | ------ |
| *-ns         | *-ns                 | -ss      | -f         | *-ns     | -s     |
| *-nts        | *-ns                 | -ss      | -f         | *-nts    | -ns    |
| *-nt         | *-nts                | -ns      | —          | *-nts    | -ns    |
- 상고 시기에 일어난 라틴어 모음 약화. 강세 없는 단모음 다수를 합류시켰다. 가장 극적인 결과는 어중 개음절에서 모든 단모음이 하나로 (대체로 /i/로) 합류한 것이다. 또한 첫 음절의 *ai와 *au(또 가끔 *oi)를 제외하고 모든 이중모음이 단일모음화되었다.

## 참고 문헌
- Bakkum, Gabriël C.L.M. (2009), 《The Latin Dialect of the Ager Faliscus: 150 Years of Scholarship:Part I》, Amsterdam: University of Amsterdam, ISBN 978-90-5629-562-2
- Bossong, Georg (2017). 〈The Evolution of Italic〉.   Klein, Jared; Joseph, Brian; Fritz, Matthias. 《Handbook of Comparative and Historical Indo-European Linguistics》 (영어) 2. Walter de Gruyter. ISBN 978-3-11-054243-1.
- de Vaan, Michiel (2008). 《Etymological Dictionary of Latin and the other Italic Languages》 (영어). Brill. ISBN 9789004167971.
- Sihler, Andrew L. (1995), 《New Comparative Grammar of Greek and Latin》, Oxford University Press, ISBN 0-19-508345-8
- Silvestri, Domenico (1998), 〈The Italic Languages〉,   Ramat, Anna Giacalone; Ramat, Paolo, 《The Indo-European languages》, Taylor & Francis Group, 322–344쪽